# William Tilghman
William "Bill" Tilghman, född 4 juli 1854 i Fort Dodge, Iowa, död 1 november 1924, var en amerikansk marshal som bland annat fångade banditerna Bill Doolin och Cattle Annie och Little Britches.
Hans föräldrar var William och Amanda Tilghman, vars förfäder emigrerade från Kent, England. Bill Tilghman lämnade sitt hem vid 15 års ålder och sägs ha levt de följande 15 åren med indianer. När Oklahoma öppnade för nybyggare, 1889, var han en av de första som anlände och bildade sitt första hem i Guthrie.
1891 blev han utnämnd till deputy United States marshal. De följande 19 åren arbetade han och blev åter vald av varje United States marshal ända tills 1910. Han var effektiv och modig och hade mer laglösa att tävla med än någon annan lagman i hela sydväst. Bl.a. skrev Västern-legenden Bat Masterson en artikel om honom i tidningen Human Life, där han beskrev incidenter och detaljer om Tilghmans uppdrag som deputy marshal.
När Bill Tilghman slutade 1910 blev han invald i senaten men han valde att hoppa av och bli polischef i Oklahoma City. 1914 pensionerades han och följande år hjälpte han till att göra reklam för filmen The Passing of the Oklahoma Outlaws.
1878 gifte sig Tilghman med Flora Kendall. De fick fyra barn: Charles A., William Jr, Dottie och Vonnie. Flora Tilghman dog 1910. Därefter gifte han om sig med Zoe Stratton och bodde i Oklahoma City. De fick tre söner: Tench, Richard och Woodrow Wilson Tilghman.